# UTC+14
UTC+14 er en tidszone som er 14 timer foran standardtiden UTC. Det er den tidligste tidszone på jorden, og den ligger umiddelbat vest for datolinjen som bugter sig rundt om tidszonen, men øst for 180°-længdegraden.
UTC+14 bruges hele året af:
- Dele af Kiribati (Linje-øerne inkl. Kiritimati, også kaldet Juleøen eller Christmas Island)
- Tokelau (hører under New Zealand)

UTC+14 bruges som sommertid på den sydlige halvkugle af:
- Samoa